# Liste von Tabakmuseen
Die Liste von Tabakmuseen führt Museen auf, die sich der Kulturgeschichte des Tabaks (Tabakanbau, Zigarrenproduktion, Konsum u. a.) widmen. Die Liste erhebt keinen Anspruch auf Vollständigkeit.

## Deutschland
| Bezeichnung                                               | Bild           | Standort                                                     | Bundesland          | Errichtung Einweihung | Weitere Informationen |
| --------------------------------------------------------- | -------------- | ------------------------------------------------------------ | ------------------- | --------------------- | --- |
| Deutsches Tabak- und Zigarrenmuseum (= Tabakmuseum Bünde) | weitere Bilder | Bünde (Kreis Herford, Ostwestfalen-Lippe) (Lage)             | Nordrhein-Westfalen |                       | Das Museum ist Teilbereich des Museums Bünde, gezeigt werden die Erzeugnisse und Produktionsverfahren der Tabakindustrie.                                |
| Sozialhistorisches Zigarrenfabrikmuseum der Pfalz         | weitere Bilder | Rödersheim-Gronau, am Marienplatz (Rhein-Pfalz-Kreis) (Lage) | Rheinland-Pfalz     |                       | |
| Oberrheinisches Tabakmuseum Mahlberg                      |                | Mahlberg (Lage)                                              | Baden-Württemberg   | 1992                  | Das Museum befindet sich in den Räumen einer ehemaligen Zigarrenfabrik. Siehe auch Flyer                                                                 |
| Tabakmuseum Lorsch                                        |                | Lorsch (Lage)                                                | Hessen              |                       | Das überregionale Museum ist eine der drei Abteilungen des Museumszentrums Lorsch. Siehe auch                                                            |
| Heimat- und Tabakmuseum Elsenz                            |                | Elsenz, Stadtteil von Eppingen (Landkreis Heilbronn) (Lage)  | Baden-Württemberg   |                       | ein kleines Museum (im ehemaligen Rathaus) zur Geschichte des Tabakanbaus im Kraichgau                                                                   |
| Kautabakmuseum Unterrieden                                |                | Witzenhausen-Unterrieden (Werra-Meißner-Kreis) (Lage)        | Hessen              |                       | Die Fabrik Grimm & Triepel Kruse-Kautabak wurde nach 2016 zu einem Kautabakmuseum ausgebaut. Siehe auch Tabakmanufaktur und -museum                      |
| Tabakmuseum Vierraden                                     |                | Schwedt/Oder-Vierraden (Landkreis Uckermark) (Lage)          | Brandenburg         |                       | Das saisonal geöffnete Museum befindet sich in der denkmalgeschützten ehemaligen Tabakscheune in der Breiten Straße 14. Siehe auch Tabakmuseum Vierraden |

## Weitere
| Bezeichnung                                                                           | Bild           | Standort                                                  | Staat       | Errichtung Einweihung | Weitere Informationen                                                                                            |
| ------------------------------------------------------------------------------------- | -------------- | --------------------------------------------------------- | ----------- | --- | --- |
| Vorarlberger Tabakmuseum                                                              | weitere Bilder | Frastanz (Vorarlberg) (Lage)                              | Österreich  | | Das Museum ist Teil der Vorarlberger Museumswelt im ehemaligen Betriebsgebäude der Textilwerke Ganahl.           |
| Tabakmuseum Oberzeiring                                                               | weitere Bilder | Pölstal (Bezirk Murtal, Steiermark) (Lage)                | Österreich  | | |
| Tabak- und Salzmuseum Tokio                                                           | weitere Bilder | Tokio (Lage)                                              | Japan       | | |
| Museu del Tabac (Tabakmuseum)                                                         |                | Sant Julià de Lòria (Lage)                                | Andorra     | | |
| Pipe-Museum Amsterdam (Eigenname: Amsterdam Pipe Museum; deutsch: Tabakpfeifenmuseum) | weitere Bilder | Amsterdam, Prinsengracht 488 (Provinz Nordholland) (Lage) | Niederlande | Das Museum wurde 1969 gegründet und hatte von 1982 bis 2013 den Namen Pijpenkabinet, seit 2013 führt es den heutigen Namen. | |
| Museu do Tabaco da Maia (Tabakmuseum von Maia)                                        | weitere Bilder | Maia, Estrada São Pedro (Azoren) (Lage)                   | Portugal    | | Das Museum befindet sich auf dem Gelände auf einer ehemaligen Tabakfabrik, die zwischen 1871 und 1988 aktiv war. |